# Volker Stahmann

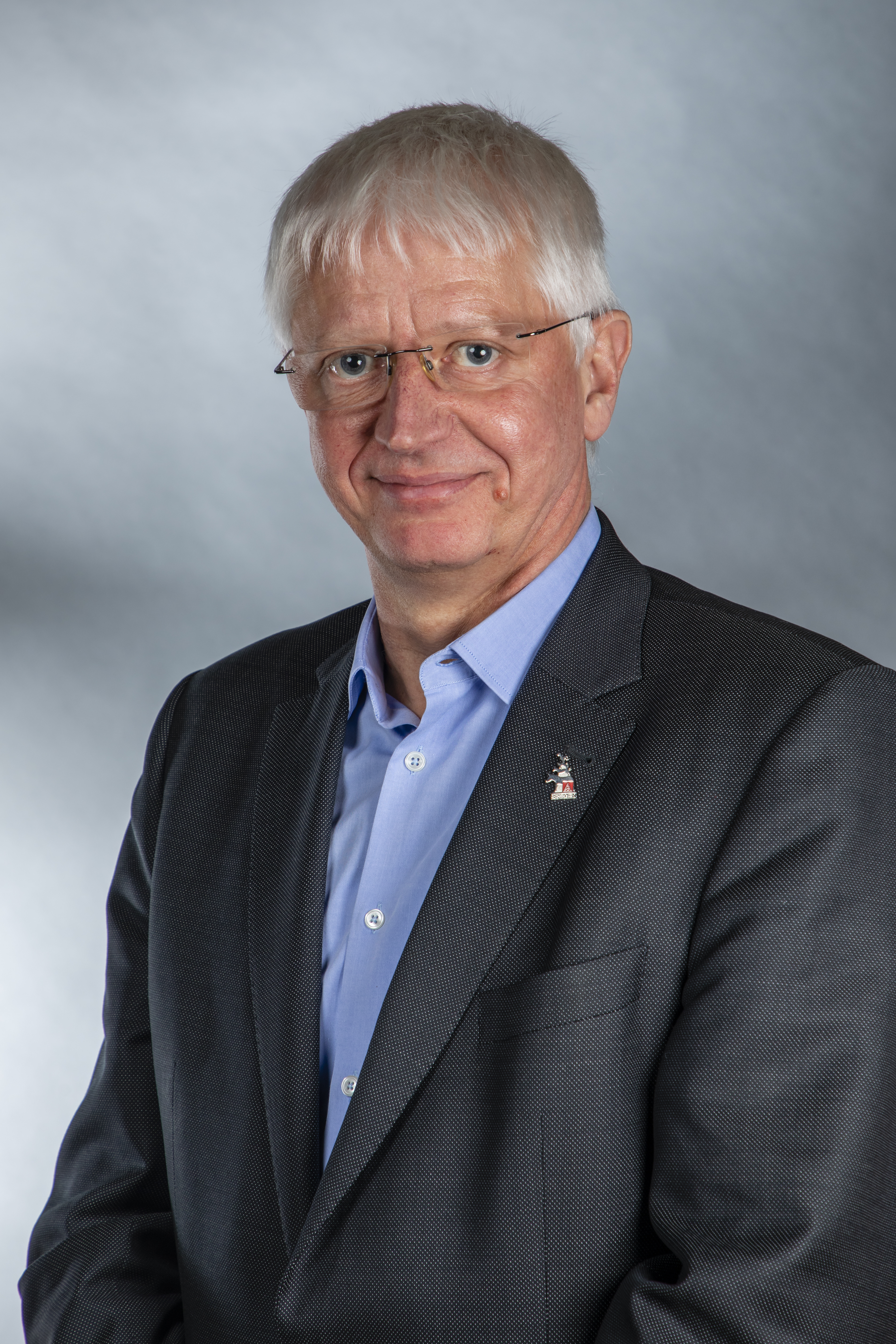
Volker Stahmann (2019)

Volker Stahmann (* 27. Februar 1964 in Axstedt) ist ein deutscher Gewerkschaftler (IG Metall), Politiker (SPD) und seit 2019 Mitglied der Bremischen Bürgerschaft.

## Biografie
Stahmann besuchte von 1970 bis 1980 die Grundschule und die Realschule Regensburger Straße (heute Oberschule Findorff). Danach machte er eine Ausbildung zum Elektroanlageninstallateur bei Klöckner im Werk Bremen (heute ArcelorMittal Bremen) und er war Mitglied der Jugend- und Ausbildungsvertretung und Mitglied der IG Metall. Er arbeitete dann bis 1990 als Hochofenelektriker im Schichtbetrieb.

Von 1990 bis 2000 war er Mitglied im Betriebsrat der Stahlwerke Bremen und von 1994 bis 2000 deren Leiter des Vertrauenskörpers.
Von 2000 bis 2008 war er politischer Sekretär der IG Metall im Bezirk Küste und in der Geschäftsstelle Bremen. 2008 stieg er auf zum 2. Bevollmächtigten der IG Metall Bremen und 2010 zum 1. Bevollmächtigten. Seit 2015 ist er zudem Mitglied des Bundesvorstandes der IG Metall und deren Revisor.

### Politik
Stahmann wurde 2004 Mitglied der SPD und Landesdelegierter der SPD. Er wirkte in der Zukunftskommission der SPD mit.
Im Mai 2019 wurde er in die Bremische Bürgerschaft gewählt.
Er ist aktuell Beisitzer und Sprecher für Wirtschaft der SPD-Fraktion.

### Weitere Mitgliedschaften
- Seit um 1981: Gelbe Hand: Mach meinen Kumpel nicht an! als Initiative gegen Fremdenfeindlichkeit, Rassismus und Rechtsextremismus.